# Numérotation du matériel moteur des chemins de fer suisses

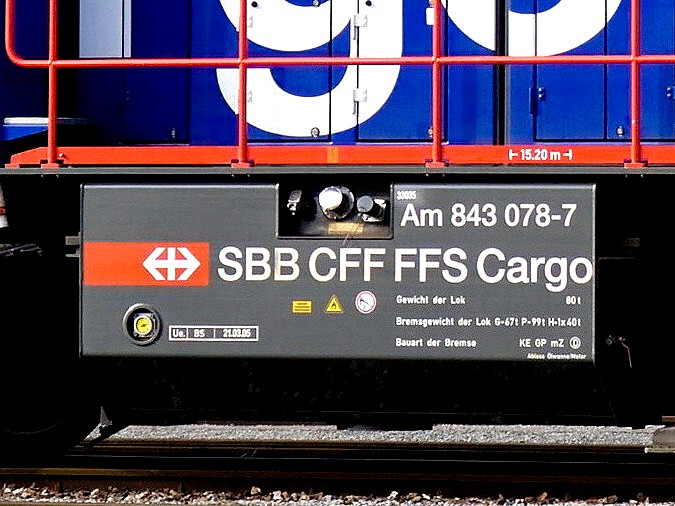
Plaque d'authentification sur les locomotives des CFF donnant le type de matériels roulant et son numéro

Le système de numérotation du matériel moteur des chemins de fer suisses est un système commun appliqué par les Chemins de fer fédéraux suisses (CFF) ainsi que par les chemins de fer privés à leurs locomotives et rames automotrices.

## Locomotives
|                            | Catégorie de matériel                          | Type de traction       | Nombre d’essieux moteurs | Nombre total d’essieux | Série                             | Remarque                                                                                        |
| -------------------------- | ---------------------------------------------- | ---------------------- | ------------------------ | ---------------------- | --------------------------------- | ----------------------------------------------------------------------------------------------- |
| Désignation                | Lettre capitale                                | Lettre minuscule       | 1er chiffre              | 2e chiffre             | Chiffre romain en exposant        |                                                                                                 |
| Valeurs possibles          | {A ; B ; C ; D ; E ; G ; H ; R}                | absente ou {a ; e ; m} | Nombre entier            | Nombre entier          | numérotation continue après série | Les lettres peuvent être combinées entre elles                                                  |
| Exemple                    | R                                              | e                      | 4                        | 4                      | II                                | Re 4/4II                                                                                        |
| Signification de l’exemple | locomotive à vitesse majorée- dans les courbes | électrique             | 4 essieux moteurs        | 4 essieux              | 2e série des Re 4/4               | Locomotive à vitesse majorée dans les courbes, à quatre essieux tous moteurs (Bo'Bo'), 2e série |

### Catégories de matériel
| Catégorie de matériel | Signification                                                                               |
| --------------------- | ------------------------------------------------------------------------------------------- |
| A                     | Locomotive à voie normale V.max. supérieure à 80 km/h                                       |
| B                     | Locomotive à voie normale V.max. de 70 à 75 km/h                                            |
| C                     | Locomotive à voie normale V.max. de 60 à 65 km/h                                            |
| D                     | Locomotive à voie normale V.max. de 45 à 55 km/h                                            |
| E                     | Locomotive de manœuvre, locomotive à vapeur et tenders                                      |
| G                     | Locomotive à voie étroite à adhérence                                                       |
| H                     | Locomotive à crémaillère                                                                    |
| R                     | Locomotive à vitesse majorée dans les courbes par rapport à A et v. max d'au moins 110 km/h |
| T                     | Locotracteur                                                                                |

La combinaison des lettres H et G est possible. HG désignerait par conséquent une locomotive à voie étroite avec traction mixte par adhérence et crémaillère. L'inventaire officiel du matériel roulant définit cependant HG dans les éditions jusqu'en 1939 généralement comme « locomotive pour traction par adhérence et crémaillère » et a classé toutes les locomotives à vapeur à voie normale RHB en tant que HG 1/2. Pour les rames automotrices et les locotracteurs, les combinaisons he ou hm signifiaient en 1966 traction à crémaillère seule, eh ou mh, traction mixte adhérence / crémaillère.
La combinaison entre elles des séries A, B, C, Cd, E, G, R et T n'est pas prévue.
Les locomotives-tenders ont été désignées par la lettre E, la vitesse étant toujours indiquée par une lettre minuscule. Une Ea 3/6 était par conséquent une locomotive-tender à v. max > 80 km/h, avec trois essieux couplés et trois essieux porteurs. Pour les locomotives à vapeur, les engrenages séparés ont été indiqués, une locomotive Mallet était par conséquent désignée G 2×2/2 ou G 2/3+2/2 et non pas G 4/4 ou G 4/5.
Jusqu’en 1920, des locomotives électriques à voie normale ont été désignées par la lettre F suivie d'une minuscule indiquant la vitesse. La Be 5/7 s’est ainsi appelée Fb 5/7 et la première Be 4/6 s’est appelée à la livraison Fb 2x2/3.
La catégorie de matériel R (pour rapide) était prévue à l’origine pour des locomotives ayant une charge par essieu inférieure à 16 tonnes. Ces locomotives légères sollicitent moins les rails dans les courbes et pouvaient donc y circuler à des vitesses supérieures (par exemple 125 km/h au lieu de 110 km/h). Avec la mise en service des Re 4/4II, les restrictions de charges par essieu ont été abandonnées après une campagne d'essais en ligne. Différents engins moteurs ont été autorisés à circuler à des vitesses supérieures dans les courbes sans que leur désignation du type ait encore été modifiée.
Avec l'introduction des Cisalpino Pendolino, on a créé la catégorie de matériel N. Ces trains, grâce à leur système de pendulation, peuvent circuler dans les courbes à des vitesses supérieures à celles de trains de la catégorie R (par exemple 160 km/h au lieu de 125 km/h). Les pendulaires RABDe 500 (InterCityNeigezug) respectent également ces normes, toutefois ils sont désignés par la lettre R.

### Type de traction
| Type de traction | Signification                                           |
| ---------------- | ------------------------------------------------------- |
| a                | à accumulateurs                                         |
| e                | électrique                                              |
| f                | à commande radio (Funk)                                 |
| h                | à crémaillère (seulement automotrices et locotracteurs) |
| m                | à carburant (diesel, turbine à gaz)                     |
| (lettre absente) | à vapeur                                                |

Les lettres complémentaires relatives au type de traction peuvent aussi se combiner. Exemples : Gea, Tem, Gmf
Les engins à crémaillère se distinguent à la lettre minuscule h placée juste après la lettre capitale, tandis que pour les engins mixtes adhérence/crémaillère, le h est placé à la fin du groupe. (Exemple : automotrice à crémaillère : Bhe 4/4, automotrice mixte : Beh 4/4)

## Rames automotrices
|                            | Équipement                                                  | Type de traction       | Nombre d’essieux moteurs | Nombre total d’essieux | Série                             | |
| -------------------------- | ----------------------------------------------------------- | ---------------------- | ------------------------ | ---------------------- | --------------------------------- | --- |
| Type de désignation        | Lettres- capitales                                          | Lettres minuscule      | 1er chiffre              | 2e chiffre             | Chiffres romains en exposant      | |
| Valeurs possibles          | {A ; B ; C ; D ; F ; R ; Z}                                 | absente ou {a ; e ; m} | Nombre entier            | Nombre entier          | Numérotation continue après série | Les lettres peuvent être combinées entre elles |
| Exemple                    | BD                                                          | e                      | 4                        | 4                      | II                                | BDe 4/4II |
| Signification de l’exemple | Rame automotrice 2e classe- (B) et compartiment bagages (D) | électrique             | 4 essieux moteurs        | 4 essieux              | 2e série des BDe 4/4              | Automotrice de 2e classe- et compartiment à bagages, à quatre essieux tous moteurs (Bo'Bo') 2e série, sans majoration de vitesse dans les courbes |

Dans une rame composée, dont les voitures ne peuvent être désaccouplées, tous les essieux sont pris en compte, par exemple RABDe 8/16 (rame automotrice à quatre caisses).

### Équipement
| Équipement         | Signification                                                                                         |
| ------------------ | --- |
| A, As              | Rame automotrice avec compartiments de première classe ou. compartiment salon                         |
| B                  | Rame automotrice avec compartiments de seconde classe                                                 |
| C                  | Rame automotrice avec compartiments de troisième classe (avant 1956)                                  |
| D                  | Rame automotrice avec compartiments bagages (depuis 1962)                                             |
| F                  | Rame automotrice avec compartiments bagages (jusqu'à 1961)                                            |
| K                  | Automotrice fermée pour le trafic marchandises (tous les Ke ont été convertis ultérieurement en Fe)   |
| O                  | Automotrice ouverte pour le trafic marchandises (Ohe 1/2 31 du chemin de fer à crémaillère du Pilate) |
| R (vorne)          | Automotrice à vitesse majorée dans les courbes et V max d’au moins 110 km/h                           |
| R, r (pour A ou B) | Restauration, Buffet                                                                                  |
| S                  | Compartiment spécial                                                                                  |
| X                  | Engins moteurs de service                                                                             |
| XT, VT             | Véhicules de services automoteurs                                                                     |
| Z                  | Rame automotrice avec compartiment bagages (voiture postale)                                          |

Une automotrice électrique avec compartiments de première et seconde classe et compartiment bagages recevrait la désignation ABDe, avec vitesse majorée dans les courbes, elle deviendrait RABDe. 
Divergent des règles présentées ici, les rames automotrices TEE désignées seulement RAm ou RAe, bien qu’elles aient été dotées aussi de compartiments bagages, restaurant ou d’autres aménagements spéciaux.
Les automotrices à crémaillère ont une codification séparée.
S’il s’agit d’entraînement par crémaillère seule, la lettre h est placée devant celle qui indique le type de traction. Exemple : Bhe 2/4 du Gornergrat Bahn.
Si le véhicule peut tractionner par adhérence, la lettre h est placée après la caractéristique de base du type de traction. Exemple : ABDeh 8/8 du Matterhorn-Gotthard-Bahn.

### Types de traction
Voir plus haut sous « Locomotives ». Les mêmes désignations sont appliquées.

## Exemples
Voici quelques exemples explicités :
- Ae 4/7 : Locomotive électrique (e) à voie normale d'une vitesse maximale supérieure à 85 km/h ( A ) à quatre essieux moteurs (4) et sept essieux au total (7), c’est-à-dire à trois essieux porteurs (Ce code pourrait aussi désigner une automotrice de première classe).

- Bm 4/4II : Locomotive à voie normale à traction diesel (m), à vitesse maximale comprise entre 75 et 85 km/h, à quatre essieux (second 4), tous moteurs (premier 4). Comme une précédente série de locomotives avait déjà reçu la désignation Bm 4/4, celle-ci a reçu l’indice II, rappelant qu’il s’agit de la deuxième série de ce type (Ce code peut aussi désigner une automotrice diesel de seconde classe).

- RBe 4/4 : Automotrices à vitesse majorée dans les courbes (R) à compartiments de deuxième classe (B), à quatre essieux (second 4), tous moteurs (premier 4). Comme le R n’existe pas pour les automotrices à voie étroite, c’est une automotrice à voie normale. Il ne peut pas s’agir d’une locomotive, la combinaison des lettres R et B n’étant pas possible pour les locomotives.

- A 3/5 : Locomotive à vapeur (le type de traction n’est pas indiqué) à voie normale, à vitesse maximale supérieure à 85 km/h (A), à trois essieux moteurs (3) sur un total de cinq (5), c’est-à-dire avec deux essieux porteurs (Ce code pourrait aussi désigner une automotrice à compartiments de première classe). Le tender n’est pas pris en compte dans ces désignations.

- Ge 4/4III : locomotive électrique (e) à voie étroite (G), à quatre essieux tous moteurs (4/4). C'est la troisième série qui correspond à cette conception.

## Désignation selon le schéma de numérotation de l’UIC

### Origine
À la fin des années 1980, les CFF ont commencé à élaborer un nouveau schéma de numérotation de leurs engins moteurs conforme aux recommandations de l'UIC.
Les indices (Re 4/4IV, V, VI...) commençaient à poser des problèmes lors des saisies informatiques.
Cela a conduit en 1988 au premier projet de numérotation type UIC qui n'a toutefois jamais été mis en application. On a projeté, dans le nouveau schéma de numérotation, de remplacer, dans les séries similaires, les indices par le deuxième chiffre du nouveau numéro et de conserver largement les chiffres suivants, du troisième au sixième. 
Le schéma de numérotation a été révisé fondamentalement en 1992. L’indication des essieux sous forme de fraction a été abandonnée, toutefois l’indication du type de traction a été conservée.
L’ancien numéro de véhicule a été complètement abandonné en faveur des nouveaux numéros d'ordre commençant par 000 – la nouvelle numérotation prend en compte en principe tous les véhicules qui appartenaient aux CFF en 1988 
L'importance de la place des chiffres est devenue plus grande et plus diversifiée, et est moins facilement appréhendable sans un tableau de correspondance.
En outre, dans le deuxième projet, les chemins de fer privés suisses sont également pris en considération et identifiés au moyen des troisième et quatrième chiffres du numéro (50-59 BLS, 60-89 autres sociétés).

### Application
Le numéro UIC place encore en tête, conformément à l’ancien modèle de numérotation, la catégorie de matériel ou l'équipement, ainsi que le type de traction (RABDe' 500 ou Re 460).
Les numéros se présentent sous la forme de deux groupes de chiffres en trois parties, complétés par une clé de contrôle. Le premier groupe de nombres à trois chiffres sert à désigner la série de matériel (RABDe 500 008-8 ou Re 460 003-7). Le numéro UIC est divisé de manière fonctionnelle en trois groupes de deux chiffres :

Premier et deuxième chiffres : type de matériel et traction
- 0 : Locomotives à vapeur et locomotives historiques
  - 00 : Locomotives à vapeur
  - 01 : Locomotives électriques
  - 02 : Rames automotrices électriques
  - 03 : Locomotives diesel
  - 07 : Locotracteurs
  - 08 : Chasse-neige
  - 09 : Véhicules spéciaux

- 1 : Matériel à voie étroite (Brünigbahn)
  - 10-13 : Locomotives et rames automotrices
  - 17 : Locotracteurs
  - 18 : Chasse-neige

- 2 : Locotracteurs (locomotives de manœuvre, puissance < 500 kW) 
  - 20 : Locotracteurs à accumulateurs (Ta)
  - 21 : Locotracteurs électriques (Te)
  - 22 : Locotracteurs à double source d’énergie : traction électrique et diesel (Tem)
  - 23 : Locotracteurs diesel (Tm)
  - 24 : Locotracteurs électriques : alimentation par caténaires et accumulateurs (Tea)

- 3 : Locomotives électriques à moins de quatre essieux moteurs
- 4 : Locomotives électriques à quatre essieux moteurs
- 6 : Locomotives électriques à plus de quatre essieux moteurs
  - Deuxième chiffre après 3, 4 et 6 : indication des séries de locomotives conformément à l’ancien code en chiffres romains placés en exposants, par exemple :
    - Re 420 = Re 4/4 II
    - Re 430 = Re 4/4 III
    - Re 450 = prévu : Re 4/4 V (locomotives du S-Bahn de Zürich)

- 5 : Automotrices et rames automotrices
  - 50 : Rames automotrices de grands parcours
  - 51 : Rames automotrices pour le trafic de banlieue
  - 52 : Rames automotrices pour le trafic régional
  - 53 : Automotrices de première et seconde classe
  - 54 : Automotrices de seconde classe
  - 55 : Automotrices légères de seconde classe
  - 56 : Automotrices récentes de seconde classe avec compartiment bagages
  - 57 : Automotrices anciennes de seconde classe avec compartiment bagages
  - 58 : Automotrices à bagages
  - 59 : Automotrices diesel

- 7 : non utilisé

- 8 : Locomotives diesel
- 9 : Locomotives de manœuvres électriques
  - Deuxième chiffre après 8 et 9 : nombre d’essieux moteurs

Troisième et quatrième chiffres : société propriétaire
Les grandes entreprises (surtout les CFF, mais aussi le BLS) ont, en raison de leurs grandes séries de véhicule, de grandes séquences de numérotation (CFF 00-49, BLS 50-59), en revanche les plus petits réseaux privés ne peuvent numéroter que des séries de 100 véhicules (00-99), ce qui toutefois suffit généralement. 
- Troisième chiffre 0 à 4 : propriétaire SBB-CFF-FFS
  - Troisième chiffre pour les locomotives et rames automotrices électriques:
    - 0 : Engins monocourant
    - 1 : Engins monocourant, équipés pour l’Allemagne
    - 2 : Engins bicourant
    - 3 : Engins monocourant, variante/type de base
    - 4 : Engins quadricourant

  - Troisième chiffre pour les locotracteurs :
    - 0 : jusqu'à 99 kW
    - 1 : 100 à 199 kW
    - 2 : 200 à 299 kW
    - 3 : 300 à 399 kW
    - 4 : 400 à 499 kW

  - Quatrième chiffre : Partie du numéro de série, série éventuellement séparée ou type de base

- Troisième chiffre 5 : propriétaire Chemin de fer du Lötschberg (BLS), ex BLS/BN/GBS/SEZ
  - Quatrième chiffre : partie du numéro de série

- Autres propriétaires :
  - 60 : Schweizerische Südostbahn (SOB), ex Bodensee Toggenburg Bahn (BT)
  - 61-63 : Regionalverkehr Mittelland (RM), ex EBT/VHB/SMB
  - 64 : ancien Schweizerische Südostbahn (SOB)
  - 65 : Sihltal Zürich Uetliberg Bahn (SZU)
  - 66 : Thurbo, ex Mittelthurgaubahn (MThB)
  - 67 : Thurbo
  - 68 : Réservé
  - 69 : BABHE, ex OKK
  - 70 et 71 : Transports publics fribourgeois (TPF), ex C d f Fribourgeois Gruyère-Fribourg-Morat (GFM)
  - 72 : Oensingen-Balsthal-Bahn (OeBB), n’est plus utilisé
  - 73 : Transports publics neuchâtelois (TransN), ex Transports régionaux neuchâtelois (TRN), ex Chemin de fer régional du Val-de-Travers (RVT)
  - 74 : Chemins de fer du Jura (CJ)
  - 75 : Transports de Martigny et Régions (TMR), ex Chemin de fer Martigny-Orsières-Le Châble (MO)
  - 76 : Transports Vallée de Joux, Yverdon-les-Bains, Sainte Croix (TRAVYS), ex Société du Chemin de fer Orbe-Chavornay (OC)
  - 77 : Privé (prévu à l’origine pour l’Ouest de la Suisse)
  - 78 : Privé (prévu à l’origine pour le centre de la Suisse)
  - 79 : Privé y compris Lokoop (prévu à l’origine pour l’Est de la Suisse)
  - 80 : Poste (POST), ex (PTT)
  - 81 : ex Sensetalbahn (STB)
  - 82 : Tramway Sud-Ouest Lausannois (TSOL)
  - 83 : Travys, ex Chemin de fer Pont-Brassus (PBr)
  - 84 : BDWM Transport (BDWM), ex Wohlen-Meisterschwanden Bahn (WM)
  - 85 : Sursee-Triengen-Bahn (ST)
  - 86 : Rigi-Bahnen (RB), ex Arth-Rigi-Bahn (ARB)/Vitznau-Rigi-Bahn (VRB)
  - 87 : Rorschach-Heiden-Bergbahn (RHB)
  - 88 : Métro Lausanne-Ouchy (LO)
  - 89 : Kriens-Luzern-Bahn (KLB)

Cinquième et sixième chiffre : numérotation courante
Les numéros de véhicule peuvent commencer par  00  ou  000  pour autant que le quatrième chiffre ne soit pas dédié à une fonction précise – ce principe n’a toutefois été utilisé que par les CFF.
Exemple : Re 460 003-7, quatrième locomotive de la série Re 460 (la première a le numéro d’ordre "000"). La Re 465 003-2 est toutefois la troisième locomotive de la série du BLS.